# Багатокаморна гармата

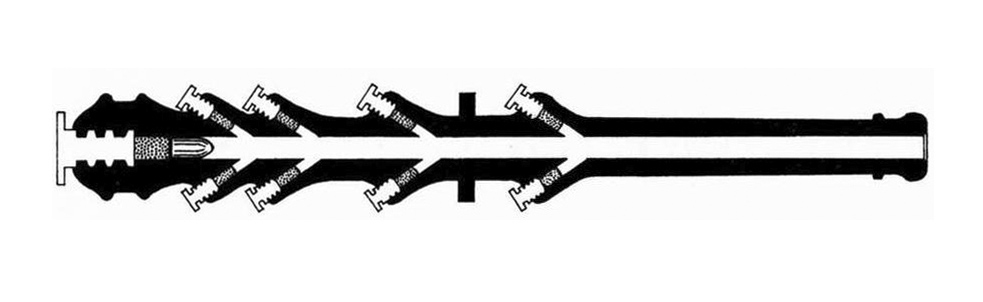
Будова гармати Перро

Багатокаморна гармата — гармата, що має кілька зарядних камор з метальними зарядами. Камори такої гармати розташовуються вздовж ствола, спрацьовуючи після прольоту снаряда повз і надають йому додаткового прискорення.

## Історія
Перші ідеї створення багатокаморної гармати з'явились у середині 19 століття. Тогочасні гармати виготовляли з ковкого заліза й деякі винахідники вважали, що якщо гармата не може витримати великий заряд, то можна зробити кілька менших, що будуть згоряти послідовно. Одними з перших пропонентів таких систем були американець Ейзел Лаймен (англ. Azel Lyman) і француз Луї-Ґійом Перро, які запатентували такі ідеї 1857 та 1864 року відповідно.
Ідеї Лаймена залишались на папері, допоки в 1880-ті він не об'єднав свої зусилля з винахідником Джеймсом Гаскеллом. Вони збудували зразок калібру 6 дюймів (152,4 мм), намагаючись зацікавити Конгрес США у фінансуванні 8-дюймової (203,2 мм) гармати. Вони стверджували, що 25-тонна гармата з чотирма додатковими каморами була краща за 100-тонну гармату Армстронґа. На випробуваннях 6-дюймова гармата Лаймена — Гаскелла показала початкову швидкість 590 м/с для 50-кг снаряда. Проте 8,5-дюймова (215,9 мм) гармата Krupp мала меншу вагу й вела вогонь майже втричі важчим снарядом з аналогічною швидкістю. Зрештою комісія виявила інші проблеми й гармата нікого не зацікавила.
Протягом 1924—1926 років концепт такої гармати з'явився серед німецької спільноти Verein für Raumschiffahrt (VfR; «спільнота космічних подорожей»), що розробляла ракетні техології. Вони надихались романом Жуля Верна «Із Землі на Місяць» (1865), де космічних мандрівників запускали на Місяць за допомогою велетенської гармати. Один з учасників Макс Валір опублікував проєкт гармати завдовжки 900 м, що запускала б 1200-мм снаряд. Ці ідеї залишились на папері.
Концепція знову спливла під час Другої світової війни. Німці прагнули діставати артилерією до Великої Британії з французького узбережжя й 1941 року провели конференцію щодо таких засобів. Головного інженера компанії Röchling і фахівця з артилерійських снарядів Ауґуста Кендерса проінформували про багатокаморні гармати. В результаті з'явилась система під назвою Hochdruckpumpe (HDP; «помпа високого тиску»; пізніше знана як «Фау-3»), що мала 100-метровий ствол з 32 подвійними каморами та в теорії мала розганяти 150-мм снаряд до швидкості 2000 м/с, забезпечуючи йому дистанцію польоту 170 км. Кендерс запропонував розгорнути батарею з численними стволами для високої швидкострільності. У травні 1943 пропозицію схвалив Гітлер на роль «зброї відплати» для бомбардування Лондона. Батарею Мімоєк, розгорнуту у Франції, було знищено британськими авіаударами протягом 1944, однак наприкінці року новий командувач зброї відплати Ганс Каммлер знову зацікавився цією системою й розгорнув кілька стволів для ударів по місту Люксембург. З грудня 1944 до лютого 1945 гармати випустили 183 снаряди, що вбили 10 і поранили 35 осіб.